# 1591
Cette page concerne l'année 1591  du calendrier grégorien.
L'année 1591 est une année commune qui commence un mardi.

## Événements
- 11 février, Japon : Hideyoshi Toyotomi transfère l'office de kanpaku à son neveu et fils adoptif Toyotomi Hidetsugu[1].
- 10 avril : première expédition anglaise aux Indes orientales (fin en 1594). Départ de Plymouth du navigateur anglais James Lancaster, le premier britannique à atteindre l'Inde en passant par le cap de Bonne-Espérance[2].
- 15 août : retour de John White dans l'île Roanoke, en Caroline du Nord actuelle. La colonie établie en 1587 a disparu[3].
- 5 septembre[4] : Davis et Cavendish partent pour les Mers du Sud[5].
- 13 novembre, Inde : défaite de Mirza Jani Beg par Abd ar-Rahim, général en chef de l'empire moghol[6]. Akbar s'empare de la totalité du Sind.

- Japon : Hideyoshi Toyotomi écrase ses derniers ennemis dans le nord-est du Japon et réunifie le pays sous son pouvoir[1].

### Afrique

Conquêtes des Saadiens

- 28 février : le pacha Djouder atteint le Niger. Sa troupe ne comprend que deux ou trois mille survivants épuisés[7]. Après avoir repris des forces et repoussé quelques attaques sans danger, Djouder marche sur Gao en longeant le fleuve. Il rencontre l’askia Ishak à Tondibi.
- 12 avril : le royaume Songhaï est détruit lors de la bataille de Tondibi, par une armée marocaine commandée par le Pacha Djouder[8]. Le bruit et les ravages causés par les armes à feu marocaines mettent en déroute quarante mille guerriers Songhaï. Ishak II se replie sur Gao, puis évacue sa capitale qui est occupée. Il fait des propositions de paix à Djouder, qui les transmet au sultan du Maroc. Ahmed al-Mansur Saadi les repousse, envoie un autre corps expéditionnaire commandé par Mahmoud ben Zergoun, caïd d’origine européenne, et révoque Djouder qui vient de s’installer à Tombouctou[9].
- 30 mai : prise de Tombouctou, l'empire songhaï disparaît[8].
- 17 août : Mahmoud ben Zergoun arrive à Tombouctou, prend le commandement de l’armée marocaine et attaque l’askia Ishak[10].
- 14 octobre : victoire de Mahmoud près de Bamba, au pied de la colline de Zan-Zan sur l’armée de l’askia Ishak qui se replie en désordre[10]. Ishaq abandonne le pouvoir à l’askia Mohamed Gaô. Celui-ci fait des propositions de paix au pacha Mahmoud, mais est capturé avec son escorte, puis mis à mort par les Marocains. Les troupes songhaï rescapées proclament askia un frère de Mohamed Gaô, Nouh, battu à son tour par les Marocains. Il se replie vers le sud (Dendi) et dirige une guérilla meurtrière contre les Marocains et contre l’askia Séliman désigné par le pacha. Calomnié par ses proches, Mahmoud ne peut empêcher la nomination d’un autre pacha, Mansour. Celui-ci reprend la lutte contre les Songhaï, mais s’attire l’inimitié de Djouder et meurt empoisonné[9].
- 18 octobre : révoltes des janissaires en Tunisie. Les deys, choisis par les janissaires prennent le pouvoir[11].

- Les Mossi du Yatenga résistent avec succès aux attaques des Marocains. Ceux de Fada N'Gourma ne sont pas inquiétés et maintiennent jusqu’à la fin du XIXe siècle une autorité plus ou moins lâche sur un royaume qui regroupe de nombreuses provinces indépendantes les unes des autres[12].

### Europe
- 2 janvier : Alphonse Piccolomini, duc de Montemarciano, est arrêté sur ordre de Ferdinand Ier de Médicis pour brigandage dans les États pontificaux et en Toscane. Il est pendu à Florence le 16 mars[13]
- 18 janvier, Suisse : les paysans de Bâle-Campagne se soulevèrent à l'annonce de l'augmentation des impôts sur le vin et la viande. Début de la guerre du Rappen[14].
- 25 janvier : dans le cadre de la guerre civile française entre les partisans du roi Henri IV et la Ligue catholique, Antoine II de La Tour Saint Vidal est assassiné.
- Janvier : Sur les plaintes du sultan à la suite d’exaction des Cosaques polonais, le roi de Pologne, avec l’accord des barons de la Diète, accepte d’offrir à la Porte « cento timpani de zibellini », évalués à 30 000 florins. Pour régler la dépense, un impôt d’un florin par tête est établi pour l’année sur les Juifs du royaume[15].

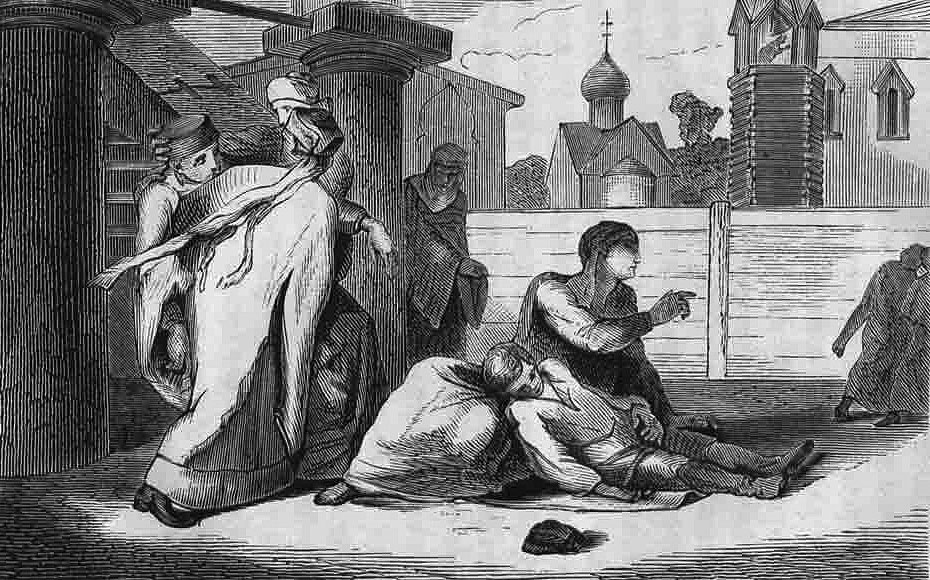
15 mai : mort du tsarévitch Dimitri.

- 15 mai : mort du tsarévitch Dimitri (1583-1591), qui devait succéder à son frère Fédor Ier, à Ouglitch[16]. Boris Godounov est accusé de l’avoir fait assassiner. En juin, le Zemski sobor se réunit pour examiner l’affaire. Une commission d’enquête est dirigée par Chouïski.
- 23 mai : le temple antitrinitaire de Cracovie est démoli à la suite d'émeutes antiprotestantes menées par des étudiants catholiques[17], qui font une demi-douzaine de morts et de nombreux blessés ; les temples sociniens et calvinistes ne seront pas reconstruits [18].

- 24 mai : insurrection à Saragosse contre l'Inquisition espagnole à l'occasion d'une première tentative de transfert d'Antonio Pérez de sa prison vers les geôles de l'Inquisition[19].
- 30 mai : Maurice de Nassau prend Zutphen aux Espagnols[20].
- 10 juin : Maurice de Nassau prend Deventer aux Espagnols[21].

- 2 juillet : échec d’une tentative des Tartares contre Moscou[22].
  - Les razzias des populations russes par les Tatars de Crimée, qui les vendent comme esclave sur le marché de Constantinople, est telle que Giovanni Botero les signale comme une des causes du faible peuplement de la Russie[23].
- 30 juillet : Livourne est déclarée port franc par le grand duc de Toscane Ferdinand Ier de Médicis. La charte libérale publiée à l’intention des marchands étrangers y attire les marranes portugais et espagnols dont la communauté prospère[24].

- 31 août : combat des Açores[25].

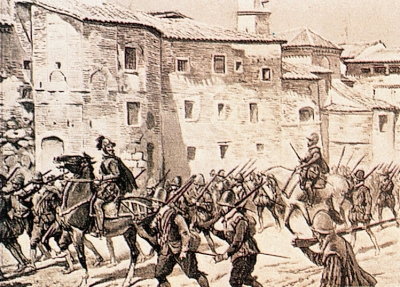
12 novembre : Les troupes castillanes entrent dans Saragosse

- 18 septembre : bataille de Pontcharra[26].
- 24 septembre : 
  - Maurice de Nassau prend Hulst[21].
  - Affaire Antonio Pérez : Lors du transfert de Pérez dans la prison de l’Inquisition (voir 1590), le peuple de Saragosse se soulève aux cris de « libertés » (fueros), et arrache le prisonnier aux inquisiteurs. Le roi, pour museler la rébellion, lève l’armée de Castille. Le Grand Juge Lanuza répond par la levée des milices d’Aragon. L’armée du roi, victorieuse, s’empare de Saragosse (12 novembre). Lanuza est arrêté, jugé par l’Inquisition pour complicité d’hérésie, condamné à mort et exécuté le 20 décembre. Philippe II d'Espagne accentue son contrôle sur l’Aragon[19].

- 24 octobre : Maurice de Nassau prend Nimègue[21].
- 29 octobre : début du pontificat d'Innocent IX (fin en 1592)[27].

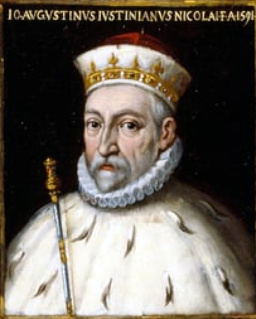
Giovanni Agostino Giustiniani Campi, doge de Gênes de 1591 à 1593

- 27 novembre : Giovanni Agostino Giustiniani Campi devient le soixante-dix-huitième doge de Gênes, succédant à Battista Negrone (fin du mandat le 26 novembre 1593).

- 24 décembre : Philippe II d'Espagne publie une amnistie générale pour les révoltés d'Aragon et garantit l'essentiel des droits[28].

- Disette à Naples. L’Université est fermée et les étudiants renvoyés dans leurs familles[29].

## Naissances en 1591
- 12 janvier : José de Ribera, peintre et graveur espagnol, à Xàtiva.
- 8 février : Barbieri Giovan Francesco detto il Guercino, peintre italien, à Cento.
- 31 mars : Françoise de La Tour, la première petite-fille de Michel de Montaigne, un an et demi avant la mort du grand écrivain.
- 19 août : Johann Georg von Herberstein,  prince-évêque de Ratisbonne († 12 juin 1663).
- Date précise inconnue : 
  - Ghislain Bulteel, théologien.
  - François Venant, peintre néerlandais († 17 mars 1636).

## Décès en 1591
- 3 janvier : Claude d'Aumale, prince français de la maison de Guise (° 13 décembre 1564).
- 13 janvier : Antonio Carafa, cardinal italien (° 1538).
- 19 janvier : Edmond Auger, prêtre jésuite français, prédicateur, confesseur du roi Henri III (° 1530)[30].

- Avant le 6 février : Crispin van den Broeck, peintre flamand (° 1523).
- 14 février : François de Beaucaire de Péguillon, évêque de Metz (° 15 avril 1514).
- 23 février : Antoine de Chandieu, pasteur protestant, diplomate et militaire français (° 1534).
- 26 février : Vespasien Gonzague, condottiere italien (° 6 décembre 1531).

- 11 mars : Bernard de Waldeck, évêque d'Osnabrück (° 1561).
- 15 mars : François IV de La Rochefoucauld, comte de Roucy, Prince de Marcillac et seigneur de Verteuil (° 1554).
- 18 mars : Giovanni Antonio Serbelloni, cardinal italien (° 1519).
- ? mars : Jost Amman, dessinateur, graveur et peintre suisse (° 1539).

- 15 avril : Gian Girolamo Albani, cardinal italien (° 3 janvier 1504).
- 21 avril : Sen no Rikyū, maître japonais du chanoyu (cérémonie du thé), à qui l’on doit une grande amélioration de l’esthétisme et de la qualité spirituelle de la cérémonie du thé, et qui influença la plupart des arts japonais (° 1522).
- 28 avril : Ippolito de Rossi, cardinal italien (° 31 octobre 1531).

- 4 mai :
  - Jean Boiceau de La Borderie, avocat et poète français (° 14 avril 1513).
  - Hugues Doneau, jurisconsulte français (° 23 décembre 1527).
- 23 mai : John Blitheman, organiste et compositeur anglais (° vers 1525).
- ? mai : Guy de Montferrand, noble français (° vers 1540).

- 11 juin : Martino Longhi l'Ancien, architecte italien (° 1534).
- 21 juin : Louis de Gonzague, étudiant jésuite de la Maison de Gonzague (° 9 mars 1568).

- 2 juillet : Vincenzo Galilei, luthiste, compositeur, théoricien de la musique, chanteur et professeur de musique italien (° vers 1520).
- 14 juillet : Francesco Paciotto, architecte italien (° 1521).
- 18 juillet : Jacobus Gallus, compositeur de la Renaissance (° 3 juillet 1550).
- 21 juillet : Veronica Franco, courtisane et poétesse vénitienne (° 25 mars 1546).
- 29 juillet : Muhammad 'Urfi, poète persan de Shirâz  (° 1554)[31].

- 4 aout : François de La Noue, capitaine huguenot durant les guerres de Religion (° 1531).
- 18 aout : Bernardino Campi, peintre maniériste italien (° 1520).
- 20 aout : Francesco Terzio, peintre maniériste italien de la Renaissance tardive (° vers 1523).
- 23 aout : Luis de León, poète et intellectuel du Siècle d'or espagnol (° 1527 ou 1528).

- 10 septembre : Richard Grenville, officier, navigateur et explorateur anglais (° 6 juin 1542).
- 12 septembre : Charles d'Espinay, prélat breton (° 1531).
- 25 septembre : Christian Ier de Saxe, comte palatin de Saxe, électeur de Saxe et margrave de Misnie (° 29 octobre 1560).
- 29 septembre : Jean II, comte de Frise orientale (° 29 septembre 1538).

- 3 octobre : Vincenzo Campi, peintre italien (° 1536).
- 12 octobre : William Munday, compositeur anglais (° vers 1529).
- 15 octobre : Othon-Henri de Brunswick-Harbourg, héritier présomptif de Brunswick-Lunebourg-Harbourg (° 16 juin 1555).
- 16 octobre : Grégoire XIV, pape italien  (° 11 février 1535).

- 15 novembre : Barnabé Brisson, magistrat et jurisconsulte français, conseiller d’État, président du Parlement de Paris (° 1531).
- 18 novembre : Élisabeth Stuart, 2e comtesse de Moray (° 1565).

- 9 décembre : Jean d'Espinay, homme de guerre français et chevalier de l'ordre de Saint-Michel (° 1528)[32].
- 10 décembre :
  - Edmond Gennings, prêtre et martyr anglais (° 1567).
  - Polydore Plasden, prêtre et martyr anglais (° 1563).
- 14 décembre : Jean de La Croix, poète mystique, réformateur de l’ordre des Carmes et fondateur des carmes déchaux  (° 24 juin 1542).
- 19 décembre : Hōjō Ujinao, daimyo japonais de l'époque Sengoku et dernier chef du clan Go-Hōjō (° 1562).
- 21 décembre : Pedro Moya de Contreras, inquisiteur général, archevêque de Mexico et 6e vice-roi de Nouvelle-Espagne  (° v. 1528).
- 31 décembre : Innocent IX, pape italien (° 20 juillet 1519).

- Date précise inconnue :
  - Martino Bassi, architecte italien (° 1542).
  - Joan Brudieu, compositeur espagnol et catalan (° 1520).
  - Luzio Dolci, peintre maniériste italien  (° vers 1516).
  - Johann Fischart, écrivain, adaptateur de l’œuvre populaire Till l'espiègle (° 1546).
  - François de Coligny, fils de l'amiral Gaspard de Coligny (° 1557).
  - Charles de Hallwin, seigneur de Piennes et marquis de Maignelais (° vers 1540).
  - Claude de Sainctes, controversiste catholique français (° 1525).
  - Manuel de Sousa Coutinho, militaire portugais, 31e gouverneur des Indes portugaises (° 1540).
  - Saito Tomonobu, officier du clan Uesugi de l'époque Sengoku de l'histoire du Japon (° 1527).
  - Hans Hoffmann, peintre allemand (° 1530), († 1591 ou 1592).
  - Jean Lans, prêtre jésuite, théologien et professeur belge (° 1541).
  - Mateu López, peintre espagnol (° vers 1520).
  - Melchior Neusidler, compositeur et luthiste allemand (° 1531).
  - Eustache White, prêtre catholique anglais (° 1559).
  - Joan Martines, cartographe et cosmographe italien.